# 香港2008年度授勳及嘉獎名單
香港2008年授勳名單，2008年7月1日於憲報刊登，共有269人授勳及嘉獎，這是香港回歸以來第11份授勳名單。授勳典禮於10月25日在禮賓府舉行。

## 授勳及嘉獎名單

### 大紫荊勳章
- 李國能首席法官，大紫荊勳賢
- 胡鴻烈博士，大紫荊勳賢，GBS，JP
- 鄭裕彤博士，大紫荊勳賢
- 陳瑞球博士，大紫荊勳賢，GBS，JP

### 金紫荊星章
- 鄭耀棠議員，GBS，JP
- 廖長城議員，GBS，SC，JP
- 張建東議員，GBS，JP
- 方正先生，GBS，JP
- 林中麟先生，GBS，JP
- 梁王培芳女士，GBS，JP
- 黃子欣博士，GBS，JP
- 胡定旭先生，GBS，JP

### 金英勇勳章
- 蕭永方先生，MBG（追授）[1]
- 陳兆龍先生，MBG（追授）[1]

### 銀紫荊星章
- 方剛議員，SBS，JP
- 董建成先生，SBS，JP
- 王國強工程師，SBS，JP
- 韋國洪先生，SBS，JP
- 郭晶強先生，SBS，FSDSM，JP
- 李宗德先生，SBS，JP
- 周振基博士，SBS，JP
- 王錫基先生，SBS，JP
- 老興忠先生，SBS，JP
- 梁適華先生，SBS，JP
- 彭耀佳先生，SBS，JP
- 馮國綸博士，SBS，JP
- 馮載祥先生，SBS，JP
- 黃志強先生，SBS，JP
- 黃福鑫先生，SBS，SC，JP
- 劉勵超先生，SBS，JP
- 鄧惠瓊教授，SBS，JP
- 黎棟國先生，SBS，IDSM
- 雷羅慧洪女士，SBS
- 苗學禮先生，SBS（Mr. John Anthony MILLER, S.B.S.）
- 區文浩先生，SBS
- 馮兆元先生，SBS
- 裴偉士教授，SBS（Professor Joseph Sriyal Malik PEIRIS, S.B.S.）
- 羅啟妍女士，SBS

### 紀律部隊及廉政公署卓越獎章
香港警察卓越獎章
- 李家超先生，PDSM
- 葉流全先生，PDSM

香港消防事務卓越獎章
- 馮錦華先生，FSDSM

香港入境事務卓越獎章
- 陳詠梅博士，IDSM

香港海關卓越獎章
- 高智樂先生，CDSM
- 梁觀華先生，CDSM

香港懲教事務卓越獎章
- 容國樑先生，CSDSM
- 楊觀華先生，CSDSM

政府飛行服務隊卓越獎章
- 丘國基先生，GDSM

### 銅紫荊星章
- 湯偉奇先生，BBS，MH
- 阮曾媛琪教授，BBS，JP
- 周卓如先生，BBS，JP
- 林正財醫生，BBS，JP
- 高永文醫生，BBS，JP
- 梁馮令儀醫生，BBS，JP
- 郭琳廣先生，BBS，JP
- 陳聖澤先生，BBS，JP
- 陳韻雲女士，BBS，JP
- 彭長緯先生，BBS，JP
- 黃松泉先生，BBS，JP
- 雷添良先生，BBS，JP
- 趙德麟博士，BBS，JP
- 鄭樹明先生，BBS，JP
- 蘇碧嫺醫生，BBS，JP
- 成漢強先生，BBS，MH
- 李志峰先生，BBS，MH
- 梁芙詠女士，BBS，MH
- 李歡先生，BBS，MH
- 貝鈞奇先生，BBS，MH
- 高錦祥先生，BBS，MH
- 祁文慧德女士，BBS（Ms. Alison CABRELLI, B.B.S.）
- 王家龍先生，BBS
- 王麗珍女士，BBS
- 李定國先生，BBS，SC（Mr. John Richard READING, B.B.S., S.C.）
- 林樊潔芳女士，BBS
- 韋理智先生，BBS（Mr. Kevin Anthony WESTLEY, B.B.S.）
- 張成雄先生，BBS
- 梁黃勵女士，BBS
- 梁駿豪先生，BBS
- 莊學海先生，BBS
- 郭利民先生，BBS（Uncle Ray CORDEIRO, B.B.S.）
- 陳黃儀卿女士，BBS
- 陳增輝博士，BBS
- 麥倩屏醫生，BBS
- 傅金女女士，BBS
- 楊純駒先生，BBS
- 葉中敏女士，BBS
- 劉陳小寶女士，BBS
- 鄧燕群女士，BBS
- 黎顯華先生，BBS
- 薛棟先生，BBS
- 鍾悟思先生，BBS（Mr. Gordon William Ewing JONES, B.B.S.）
- 饒美蛟教授，BBS
- 顧建舟先生，BBS

### 銅英勇勳章
- 張華沃先生，MBB

### 紀律部隊及廉政公署榮譽獎章
香港警察榮譽獎章
- 王鴻德先生，PMSM
- 朱得榮先生，PMSM
- 江世昌先生，PMSM
- 李全威先生，PMSM
- 李景瑞女士，PMSM
- 孟義勤先生，PMSM（Mr. Peter Roderick MORGAN, P.M.S.M.）
- 林七儀先生，PMSM
- 柳敦先生，PMSM（Mr. James Gerard LANGTON, P.M.S.M.）
- 袁志強先生，PMSM
- 馬紹業先生，PMSM
- 陳仲文先生，PMSM
- 陳家傑先生，PMSM
- 陳國強先生，PMSM
- 陳雲龍先生，PMSM
- 麥桂成先生，PMSM
- 曾玉姬女士，PMSM
- 華樂施先生，PMSM（Mr. Stephen Harvey VERRALLS, P.M.S.M.）
- 黃志雄先生，PMSM
- 鄞綿忠先生，PMSM
- 錢才明先生，PMSM
- 戴宏先生，PMSM（Mr. Kenneth Edward DAVEY, P.M.S.M.）
- 鍾國強先生，PMSM
- 鄺靜美女士，PMSM

香港消防事務榮譽獎章
- 吳建志先生，FSMSM
- 岑永昌先生，FSMSM
- 陳志亮先生，FSMSM
- 麥志強先生，FSMSM
- 曾娘錦先生，FSMSM
- 黃忠勝先生，FSMSM
- 葉潤堂先生，FSMSM

香港入境事務榮譽獎章
- 何兆鴻先生，IMSM
- 李志強先生，IMSM
- 李錦民先生，IMSM
- 黃振陞先生，IMSM
- 劉文軒先生，IMSM

香港海關榮譽獎章
- 何家英先生，CMSM
- 李石正先生，CMSM
- 梁佩婉女士，CMSM
- 許昭俊先生，CMSM

香港懲教事務榮譽獎章
- 馬偉仁先生，CSMSM
- 黃漢道先生，CSMSM
- 楊炳榮先生，CSMSM
- 蕭健兒先生，CSMSM

政府飛行服務隊榮譽獎章
- 林國豪先生，GMSM

香港廉政公署榮譽獎章
- 何煥碧女士，IMS
- 張耀其先生，IMS
- 梁國榮先生，IMS

### 榮譽勳章
- 楊少偉先生，MH，JP
- 陳鏡秋先生，MH
- 黃碧嬌女士，MH
- 溫悅昌先生，MH
- 李志強先生，MH
- 陳靄群女士，MH
- 林建高先生，MH
- 陳錦綸先生，MH
- 陳耀華先生，MH
- 黃開榆先生，MH
- 楊建塘女士，MH
- 蒲鳳屏女士，MH
- 潘健侶先生，MH
- 蘇麗容女士，MH
- 王杜康先生，MH
- 王卓祺教授，MH
- 王嘉恩先生，MH
- 古志強先生，MH
- 任德章先生，MH
- 余程焯先生，MH
- 余榮輝先生，MH
- 吳哲歆先生，MH
- 呂東明先生，MH
- 李七先生，MH
- 李卓藩博士，MH
- 李炳貴先生，MH
- 李樂詩博士，MH
- 李賢義先生，MH
- 周祥發先生，MH
- 林建康先生，MH
- 金培達先生，MH
- 施世築先生，MH
- 胡健勝先生，MH
- 馬潔貞女士，MH
- 高栢堃先生，MH
- 區景麟博士，MH
- 區熾昌先生，MH
- 張越華教授，MH
- 張麗嫦女士，MH
- 梁文傑博士，MH
- 梁淑貞女士，MH[註 1]
- 莊堅烈先生，MH
- 陳少棠先生，MH
- 陳好逑女士，MH
- 陳其鑣教授，MH
- 陳偉能先生，MH
- 陳耀強先生，MH
- 曾志偉先生，MH
- 程興垣先生，MH
- 黃火先生，MH
- 黃光輝先生，MH
- 黃運就先生，MH
- 黃達群先生，MH
- 楊少銓先生，MH
- 楊偉誠先生，MH
- 葉玉如教授，MH
- 葉偉明先生，MH
- 解存金先生，MH
- 廖潔冰女士，MH
- 瑪俐亞女士，MH（Ms. Mariam Maria Cordero BIBI, M.H.）
- 劉美如女士，MH
- 劉梓敬先生，MH
- 歐陽乃沾先生，MH
- 鄧煖勳先生，MH
- 鄧黎婉兒女士，MH
- 黎守信醫生，MH
- 錢曼娟女士，MH
- 薛國良先生，MH
- 謝俊仁醫生，MH
- 鍾炳窩先生，MH
- 譚炳立博士，MH
- 譚詠麟先生，MH
- 關蘊英女士，MH
- Mr. Khan Muhammad MALIK，MH

### 行政長官社區服務獎狀
- 柯耀林先生
- 梁兆棠先生
- 梁有方先生
- 王史提芬先生
- 王銳基先生
- 何啟華先生
- 吳汝欽先生
- 李永生先生
- 李志清先生
- 周冠華先生
- 周頌平先生
- 林映龍先生
- 林國明先生
- 孫亮光先生
- 張志泉先生
- 梁偉基先生
- 陳浩榮先生
- 陳惠容女士
- 陳麗華女士
- 麥子飛先生
- 曾生先生
- 馮家正先生
- 黃若嫻修女
- 黃凝鎏先生
- 黃興先生
- 楊志滔博士
- 楊志達先生
- 楊秀芳醫生
- 葉松茂博士
- 劉賀強先生
- 劉達初先生
- 潘慶輝先生
- 蔡仲樑先生
- 鄭俊偉先生
- 鄧美好女士
- 鄧漢強先生
- 盧永康先生
- 關瑞龍先生

### 行政長官公共服務獎狀
- 王四順先生
- 任偉國先生
- 宋榮華先生
- 李仲堯先生
- 周周美珍女士
- 胡敏成先生
- 區雅鴻先生
- 陳吳幗莊女士
- 陳國強先生
- 陸伯榮先生
- 楊仲文先生
- 劉永錦先生
- 劉桐芳先生
- 蔡創達先生
- 鄧佩琼女士
- 謝紹基先生
- 鄺廷釗先生
- 龔關錦珩女士
- Ms. Irene FERGUSON